# Жанис Пејнерс
Жанис Пејнерс (лет. Žanis Peiners; Резекне, 2. август 1990) је летонски кошаркаш. Игра на позицијама бека и крила, а тренутно је без ангажмана

## Биографија
Поникао је у екипи ВЕФ Риге, за чији је први тим дебитовао 2009. године у првој лиги Летоније. Следеће године прелази у екипу Латвијас Универзитат, где је провео наредне три сезоне и постао најбољи стрелац прве лиге Летоније у сезони 2012/13, када је у просеку бележио 21,1 поен по утакмици.
У сезони 2013/14. је играо за украјински Миколајив. Завршио је сезону као други најбољи стрелац Суперлиге Украјине, са 16,4 поена просечно по утакмици. У септембру 2014, враћа се у Летонију и потписује уговор са Вентспилсом. Након две сезоне у Вентспилсу, у јулу 2016. прелази у грчки ПАОК, за који наступа у сезони 2016/17.
У сезони 2017/18. је играо за литвански Лијеткабелис. У овом тиму је поред првенства Литваније наступао и у Еврокупу где је просечно бележио 12,8 поена и 5,1 скок по мечу. У јуну 2018. прелази у Дарушафаку. За турски клуб је у сезони 2018/19. одиграо 28 утакмица у Евролиги на којима је просечно бележио 6,7 поена по мечу.
У јулу 2019. потписује једногодишњи уговор са Партизаном. Са Партизаном је освојио Суперкуп Јадранске лиге, док у освајању Купа Радивоја Кораћа није учествовао, јер као прекобројни странац није био лиценциран за ово такмичење. Сезона 2019/20. је привремено прекинута у марту због пандемије корона вируса, а касније је и званично отказана. Пејнерсу је на крају сезоне истекао уговор, па је напустио клуб.
За сениорску репрезентацију Летоније наступао је на Европским првенствима 2015. и 2017. године.

## Успеси

### Клупски
- Партизан:
  - Суперкуп Јадранске лиге (1): 2019.